# Aldo Andretti

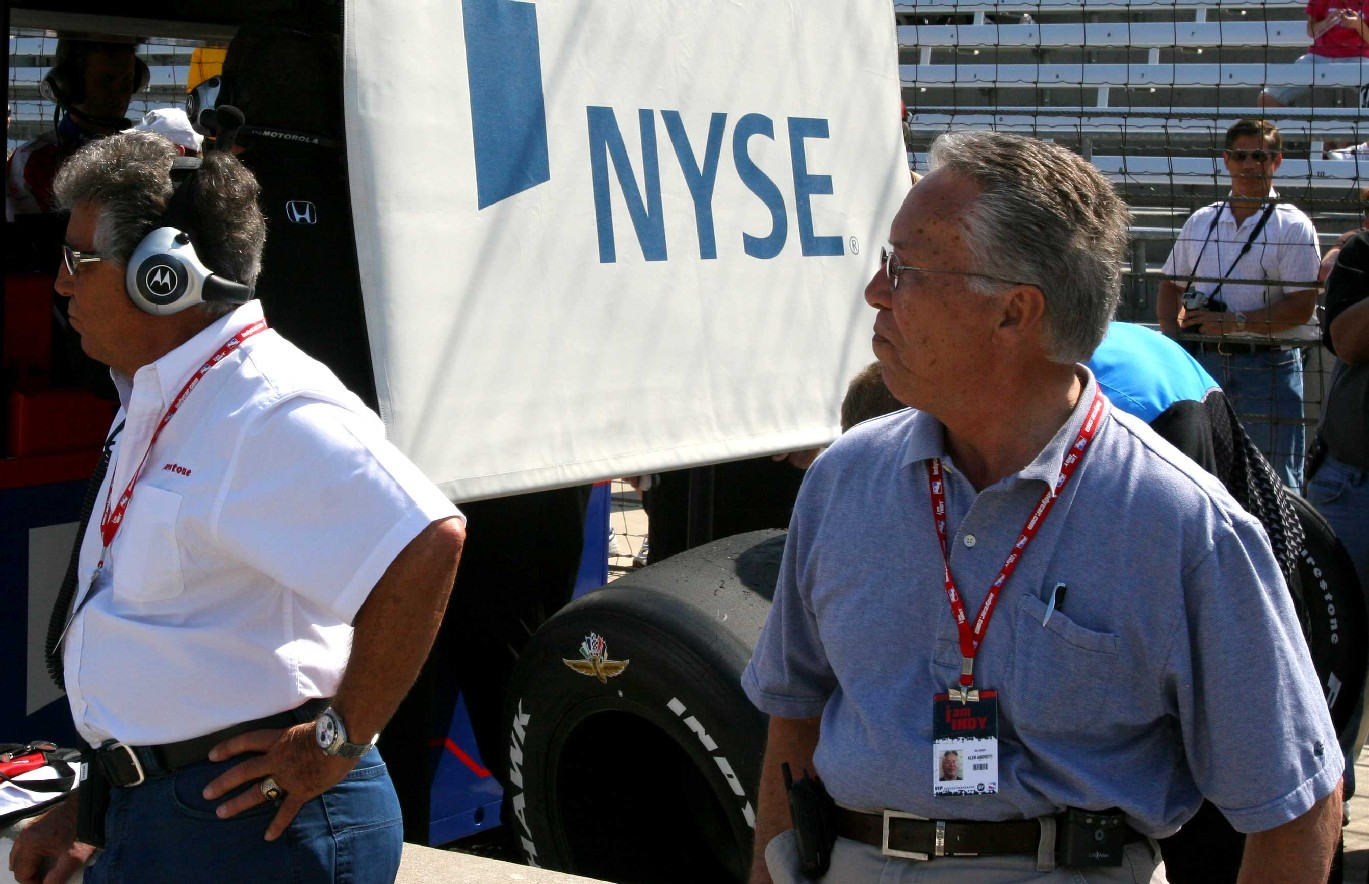
Aldo (rechts) und Mario Andretti 2007

Aldo Andretti (* 28. Februar 1940 in Montona, Königreich Italien heute Motovun, Kroatien; † 30. Dezember 2020 in Indianapolis) war ein US-amerikanischer Automobilrennfahrer. Mario Andretti war sein Zwillingsbruder.

## Karriere
Aldo Andretti und sein Zwillingsbruder Mario wurden in Istrien geboren. Zur Zeit seiner Geburt gehörte Istrien zum Königreich Italien, wurde jedoch nach der Pariser Friedenskonferenz 1946 Jugoslawien zugesprochen. Die Familie Andrettis floh im Zuge der Vertreibung italienischstämmiger Menschen zunächst ins italienische Lucca. Im Juni 1955 emigrierte die Familie mit der Conte Biancamano in die USA und ließ sich in Nazareth (im US-Bundesstaat Pennsylvania gelegen) nieder, wo Andretti 1964 eingebürgert wurde.
Wie sein Bruder war Aldo schon als Kind vom Motorsport fasziniert. Beide begannen Ende der 1950er-Jahre ihre Rennkarrieren. Nach ersten Erfolgen mit selbst gebauten Stock-Cars wechselten sie rasch in die Midget-Car-Szene. Zu dieser Zeit fuhren beide auf dem annähernd gleichen Niveau, ehe Aldo durch schwere Unfälle zurückgeworfen wurde. 1959 lag er nach einem Unfall einige Tage im Koma. In den 1960er-Jahren machte Mario Karriere in den großen US-amerikanischen Rennserien, wie der USAC-Serie und der NASCAR. Aldo bestritt Rennen in der IMCA-Tourenwagen-Serie.
Ein weiterer schwerer Unfall 1969, bei dem er 14 Knochenbrüche im Gesicht erlitt, beendete seine Rennkarriere.
Neben Mario und Aldo machten auch dessen Söhne Karrieren im Motorsport. Aldo war der Vater von John und Adam Andretti, der Onkel von Michael und Jeff Andretti sowie der Großonkel von Marco Andretti. Der in den Boxengassen immer gern gesehene Aldo kümmerte sich zuletzt um die Karrieren seiner Söhne und seines Großneffen. Er starb Ende Dezember 2020 im Alter von 80 Jahren.